# Lingé
Lingé är en kommun i departementet Indre i regionen Centre-Val de Loire i de centrala delarna av Frankrike. Kommunen ligger i kantonen Tournon-Saint-Martin som tillhör arrondissementet Le Blanc. År 2022 hade Lingé 203 invånare.

## Befolkningsutveckling
Antalet invånare i kommunen Lingé
Referens:INSEE